# Sárgatérdű holyva
A sárgatérdű holyva (Ontholestes haroldi) a rovarok (Insecta) osztályának a bogarak (Coleoptera) rendjéhez, ezen belül a mindenevő bogarak (Polyphaga) alrendjéhez és a holyvafélék (Staphylinidae) családjához tartozó faj.

## Elterjedése
A sárgatérdű holyva közép-európai elterjedési faj, de nem túl gyakori. Magyarországi adatai: Kölked, Debrecen, Kerecsend, Zempléni-hegység.

## Megjelenése
Közepes méretű (10–13 mm) holyvafaj. Teste bronzos-fekete alapszínű, de fejét, előtorát és a szárnyfedőket barnás-szürkés szőrözet borítja. Feje négyszögletű, rágói erősek. Csápja fonalas. Az állkapcsi tapogató utolsó íze rövidebb, mint a következő. Az előtorának oldalpereme oldalról végig jól látható. Az előtor hátának elülső szögletei hegyesszögűek. Lábszárai töviseket viselnek, elülső lábfejeik kiszélesedett. Valamennyi lábfejük 5 ízű. A rokon fajoktól sárga lábszárai, lábfejei és combcsúcsai különböztetik meg.

## Életmódja
Fátlan területeken, legelőkön, réteken fordul elő. Trágyán, komposztban vadászik apró rovarokra és lárvákra.
Gyűjtési adatai márciustól augusztusig vannak.